# Elenco de Dona Xepa (2013)

## Elenco

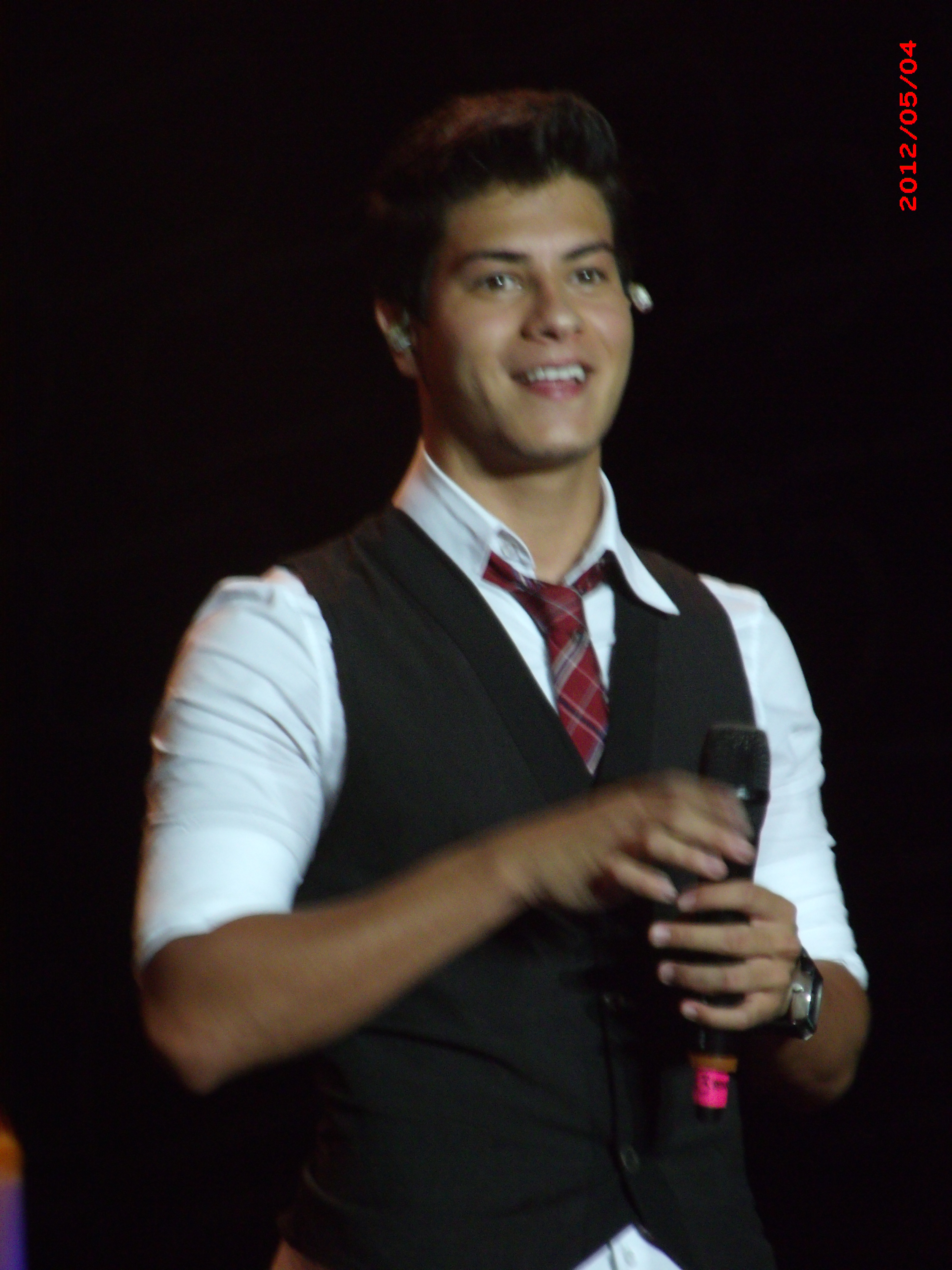
Arthur Aguiar interpretou o protagonista Édison

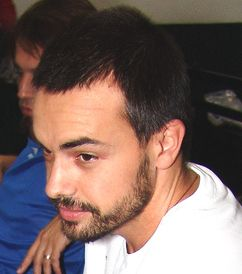
Márcio Kieling interpretou o sonhador Víctor Hugo

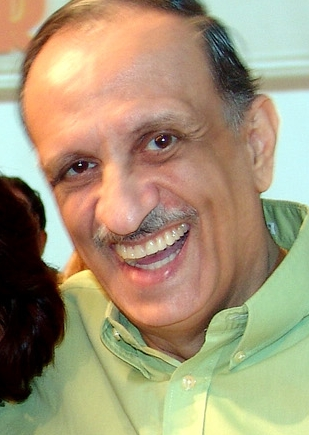
Bemvindo Sequeira interpretou o divertido Dorivaldo

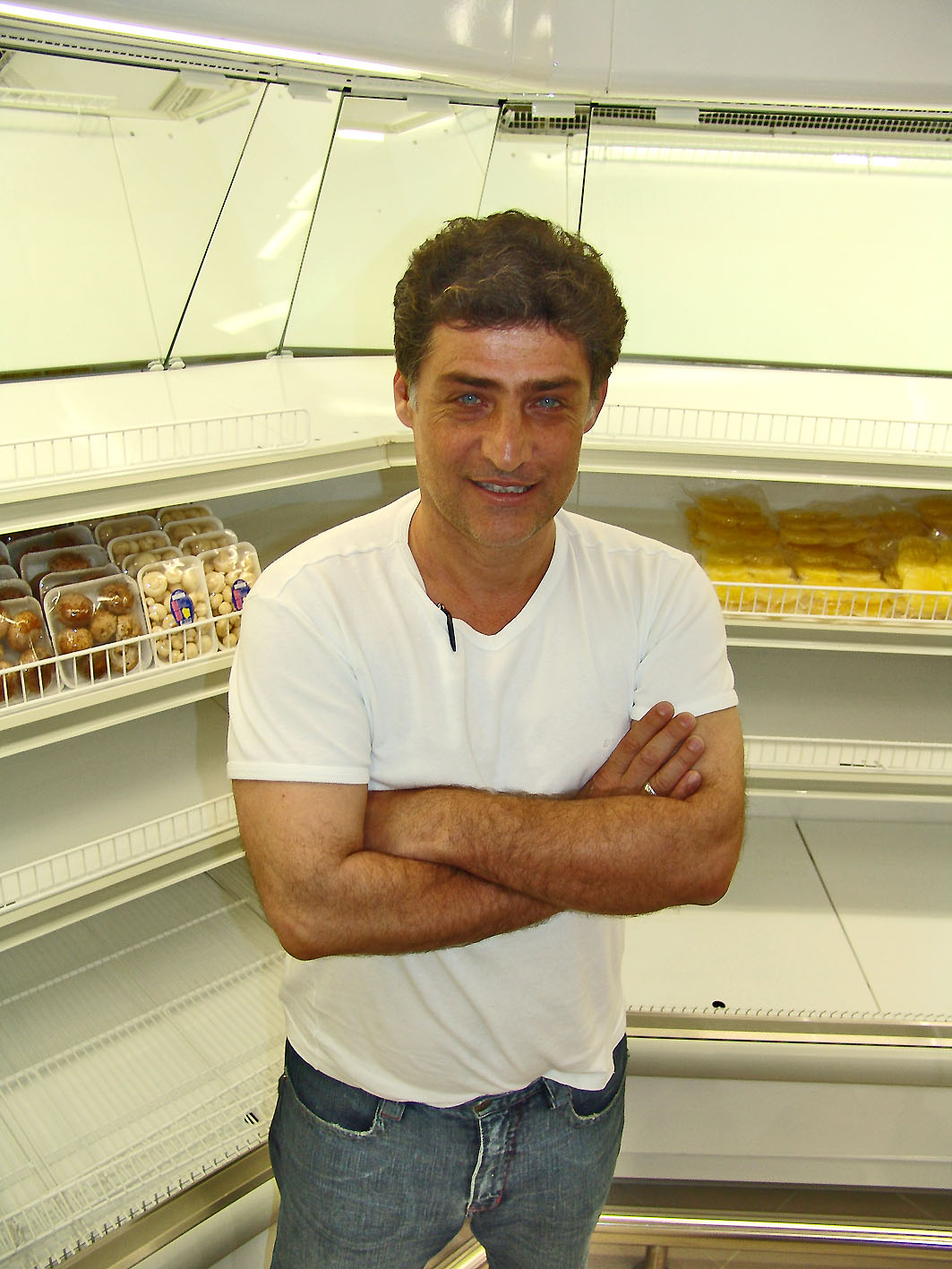
Giuseppe Oristanio interpretou o vilão corrupto Deputado Feliciano

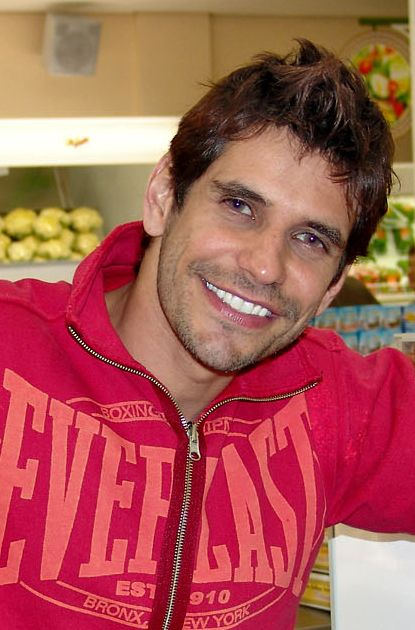
Alexandre Barillari interpretou o misterioso Escovão

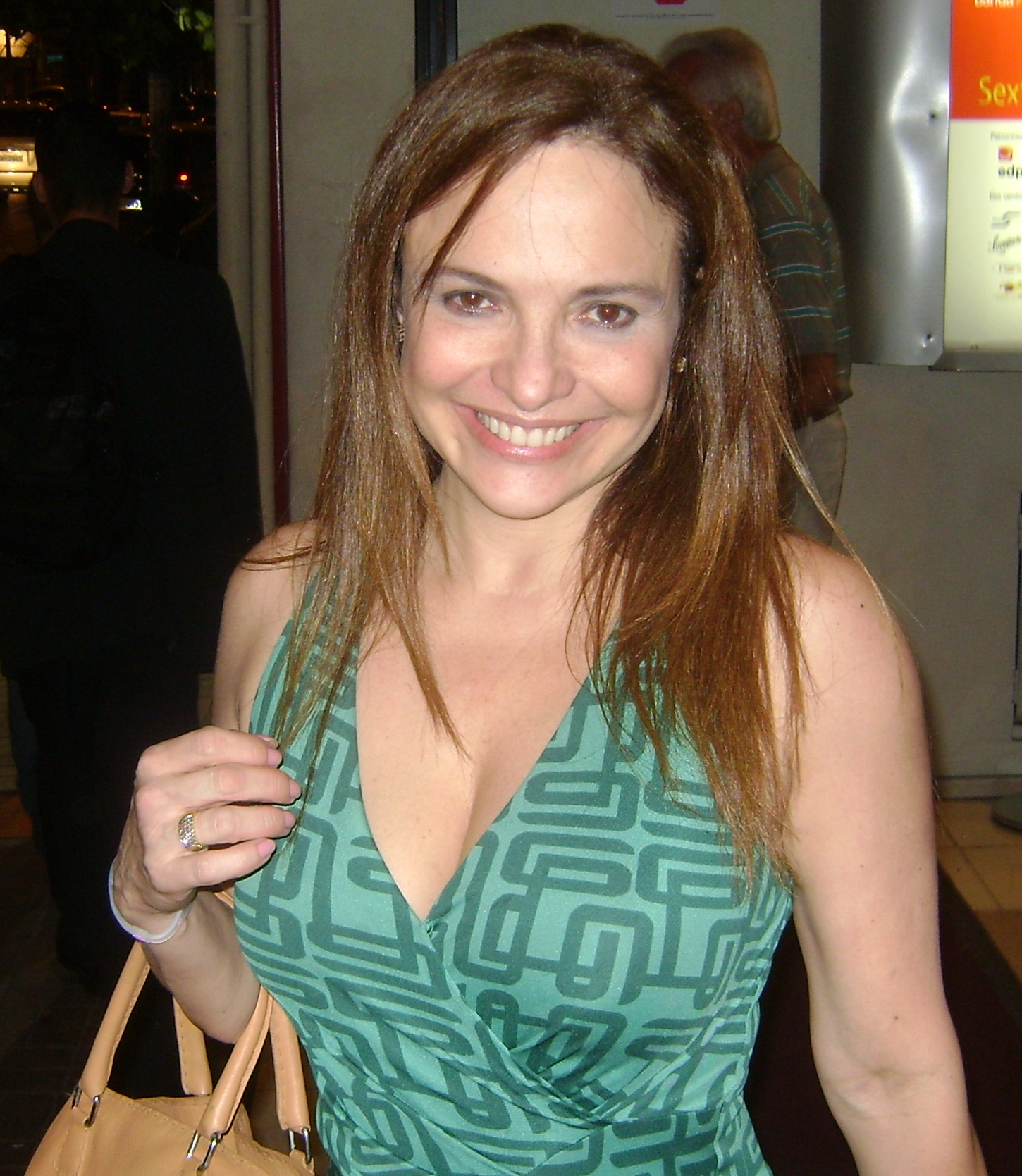
Luísa Tomé interpretou a perua Meg

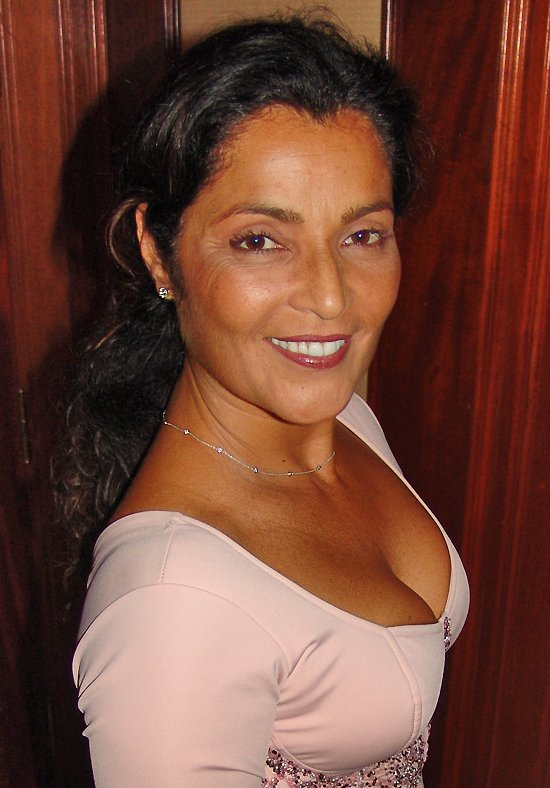
Angelina Muniz interpretou a perua fútil Pérola

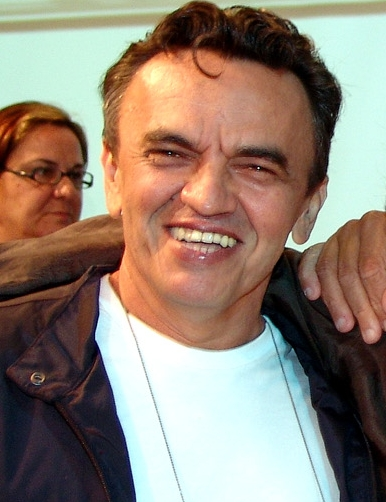
José Dumont interpretou o vilão malandro Esmeraldino

| Ator/Atriz          | Personagem                                                            | Interpretado(a) na versão original por |
| ------------------- | --------------------------------------------------------------------- | -------------------------------------- |
| Ângela Leal         | Carlota Losano Coelho (Dona Xepa) / Madame Charlotte / Xepa Vale-Tudo | Yara Cortes                            |
| Thaís Fersoza       | Rosália Losano Coelho / Rosa Vieira Passarelli                        | Nívea Maria                            |
| Arthur Aguiar       | Édison Losano Coelho                                                  | Reinaldo Gonzaga                       |
| Rayana Carvalho     | Lis Pantaleão                                                         |                                        |
| Gabriel Gracindo    | François Fontaine Castro                                              |                                        |
| Gabriela Durlo      | Isabela Castro e Barros Pantaleão                                     |                                        |
| Márcio Kieling      | Victor Hugo Pantaleão                                                 |                                        |
| Pérola Faria        | Yasmin Silva                                                          |                                        |
| Luíza Tomé          | Magnólia "Meg" dos Santos Pantaleão                                   |                                        |
| Angelina Muniz      | Pérola Castro e Barros                                                |                                        |
| Bia Montez          | Matilda Batista                                                       |                                        |
| Bemvindo Sequeira   | Dorivaldo de Souza                                                    |                                        |
| Robertha Portella   | Dafne Batista (Mulher Tutti-Frutti)                                   |                                        |
| Alexandre Barillari | Robério Escovão                                                       |                                        |
| José Dumont         | Esmeraldino Losano                                                    |                                        |
| Maurício Mattar     | Júlio César Pantaleão                                                 |                                        |
| Giuseppe Oristanio  | Deputado Feliciano Castro e Barros                                    |                                        |
| Raphael Montagner   | Leandro                                                               |                                        |
| Emilio Dantas       | Benito de Souza                                                       |                                        |
| Marcela Muniz       | Genuína Silva (Geni)                                                  |                                        |
| Manuela Duarte      | Cintia Lopez                                                          |                                        |
| Diego Montez        | Ricardo Lopes Coutinho (Rick)                                         |                                        |
| Manoelita Lustosa   | Terezinha Cho                                                         |                                        |
| Ítala Nandi         | Catherine Fontaine                                                    |                                        |
| Augusto Garcia      | João da Graça (Graxinha)                                              |                                        |
| Ana Clara Pintor    | Gisele Batista da Graça                                               |                                        |
| Jennifer Setti      | Inocência da Conceição (Mulher Broa)                                  |                                        |
| Castrinho           | Ângelo Lazarini                                                       |                                        |
| Aracy Cardoso       | Alda Motta                                                            |                                        |
| Ana Zettel          | Leydiane Maria (Lady)                                                 |                                        |
| Gustavo Moretzsohn  | Professor Miro                                                        |                                        |
| Alessandra Loyola   | Camila                                                                |                                        |
| Reinaldo Gonzaga    | Batista                                                               |                                        |
| Aninha Melo         | Fernanda                                                              |                                        |
| Fernanda Oliveira   | Bruna                                                                 |                                        |
| Junior Vieira       | Vinícius                                                              |                                        |
| Juliana David       | Sophia                                                                |                                        |
| Yago Lopes          | Alê                                                                   |                                        |
| Ana Carolina Rainha | Jezebel                                                               |                                        |
| Jefferson Brasil    | Tairone                                                               |                                        |
| Ricardo Ferreira    | Galeto                                                                |                                        |
| João Garrel         | Fuinha                                                                |                                        |
| Antônio Rocha Filho | Amadeu                                                                |                                        |
| Carol Cavalcanti    | Chiara                                                                |                                        |

### Participações especiais
| Ator             | Personagem                    |
| ---------------- | ----------------------------- |
| Bianca Castanho  | Beatriz Sampaio               |
| Juan Alba        | Marcos Albuquerque            |
| Rita Cadillac    | Dagmar Escova (Dona Escovona) |
| Alexandre Liuzzi | Fiscal Lancelote              |
| Bruno Padilha    | Dr. René                      |
| Sara Sarres      | Esposa de Marcos              |
| Letícia Braga    | Rosália (criança)             |
| Rodrigo Faro     | Ele mesmo                     |